# Quindici (solitario)
Quindici è un solitario di carte che si gioca con un mazzo di 52 carte francesi. Scopo del gioco è eliminare tutte le carte.

## Descrizione
Si dispongono sul tavolo quattro file di quattro carte ciascuna; si deve eliminare le carte i cui valori diano una somma pari quindici. Le somme possono essere effettuate con qualsiasi numero di carte il cui valore sia compreso tra Asso e 9: Re, Donne, Fanti e 10 non possono essere sommati, ma vengono eliminati a gruppi di quattro, cioè quando un intero quartetto, per esempio quattro Fanti, compaiono sul tavolo. Una volta effettuate tutte le possibili combinazioni, gli spazi lasciati vuoti dalle carte eliminate vengono riempiti con altrettante carte prelevate dal tallone fino al suo esaurimento. Il gioco riesce se infine tutte le carte sono state eliminate.

## Esempio
8♣ 3♦ Q♠ Q♣

Q♥ A♠ A♥ K♣

2♠ 10♥ Q♦ A♣

9♣ 5♥ J♦ 6♠
Si possono eliminare Q♠ Q♥ Q♣ Q♦, 8♣ + 5♥ + 2♠, 9♣ + 6♠. Al termine gli spazi vuoti vengono riempiti con altre carte per poi passare ad una successiva eliminazione e così via fino al termine.